# Пораке чорнощокий
Пора́ке чорнощокий (Phalaenoptilus nuttallii) — вид дрімлюгоподібних птахів родини дрімлюгових (Caprimulgidae). Мешкає в Північній Америці. Це єдиний представник монотипового роду Чорнощокий пораке (Phalaenoptilus).

## Опис
Чорнощокий пораке є найменшим представником родини дрімлюгових у Північній Америці. Його довжина становить 18-21 см, розмах крил 30 см, самці важать 31-58, самиці 37-58 г. Виду не притаманний статевий диморфізм. Верхня частина тіла коричнева або сріблясто-сіра, поцяткована чорними плямками. Горло біле, на обличчі чорна «маска», верхня частина грудей чорна. Крила довгі, округлої форми, крайні стернові пера на кінці білі. У молодих птахів білі плями на горлі і хвості менш виражені, забарвлення має попелястий відтінок.

## Таксономія
Чорнощокий пораке був проілюстрований і офіційно описаний орнітологом Джоном Джеймсом Одюбоном у 1844 році, за зразком самця, зібраного на східному березі річки Міссурі, між Форт-П'єром і гирлом річки Шайєнн в Південній Дакоті. Вид був названий на честь англійського ботаніка і зоолога Томаса Наттолла. У 1880 році американський орнітолог Роберт Ріджвей виділив чорнощокого пораке в монотиповий рід Phalaenoptilus.

### Підвиди
Виділяють шість підвидів:
- P. n. nuttallii (Audubon, 1844) — Південно-Західна Канада, захід США та північ Мексики;
- P. n. californicus Ridgway, 1887 — захід Каліфорнії і північ Баха-Каліфорнії;
- P. n. hueyi Dickey, 1928 — південний схід Каліфорнії, південний захід Аризони і північний схід Баха-Каліфорнії;
- P. n. dickeyi Grinnell, 1928 — південь Каліфорнійського півострова;
- P. n. adustus Van Rossem, 1941 — Південна Аризона і Північна Мексика;
- P. n. centralis Moore, RT, 1947 — Центральна Мексика.

## Поширення і екологія
Чорнощокі пораке мешкають у Канаді, США і Мексиці. Північні популяції взимку мігрують на південь ареалу. Вони живуть в сухих і високогірних чагарникових заростях, на сухих луках, в напівпустелях і пустелях, серед скель, на висоті від 500 до 1000 м над рівнем моря. Живляться комахами, яких ловлять в польоті. Сезон розмноження на півдні ареалу триває з березня по серпень, на півночі ареалу з кінця травня по вересень. Гніздо чорнощокого пораке являє собою неглибоку ямку в землі, часто під кущем або серед густої трави, біля підніжжя пагорба. В кладці 2 білих, кремових або рожевуватих яйця, іноді поцяткованих темними плямками. Інкубаційний період триває 20—21 день, насиджують і самиці, і самці. Пташенята покидають гніздо через 20—23 дні після вилуплення. Іноді за сезон можуть вилупитися дві кладки.
Чорнощокий пораке — єдиний відомий вид птахів, здатний впадати в торпор на тривалий проміжок часу (від кількох тижнів до місяців). Це відбувається на півдні його ареалу в США, де чорнощокі пораке проводять більшу частину зими в нерухомості, сховавшись серед каміння. Такий тривалий період заціпеніння схожий на стан сплячки, не притаманний для інших птахів. Він був описаний американським зоологом Едмундом Джагером, який спостерігав за чорнощокими пораке, що впали в сплячку в горах Чаквалла в Каліфорнії у 1948 році.